# 天麻素
天麻素（Gastrodin）是一种葡萄糖苷，其苷元为对羟基苯甲醇（又称天麻苷元）。提取自天麻以及山珊瑚的块茎。也可通过曼陀罗花细胞培养物生物转化4-羟基苯甲醛来生产天麻素。
天麻在中药中用来治疗头痛，而中国药典对天麻的标准化规定就是基于天麻素和对羟基苯甲醇的含量。继承这一传统，天麻素和乙酰天麻素在中国是非处方药，用来治疗神经衰弱、头痛、偏头痛。在其他国家，天麻素可作为膳食补充剂销售。
中国科学家的系统综述称，天麻素对一些中枢神经系统问题有益。这个综述是基于其他中国科学家的研究写成。